# Mitchellville (Arkansas)
Mitchellville – miasto w Stanach Zjednoczonych, w stanie Arkansas, w hrabstwie Desha.